# Quadriptilia obscurodactyla
Quadriptilia obscurodactyla là một loài bướm đêm thuộc họ Pterophoridae. Nó được tìm thấy ở Colombia và Ecuador.
Sải cánh dài khoảng 32 mm.